# Рубијанело (Фермо)
Рубијанело (итал. Rubbianello) насеље је у Италији у округу Фермо, региону Марке.
Према процени из 2011. у насељу је живело 607 становника. Насеље се налази на надморској висини од 104 м.